# Certificat de production de biogaz
Un certificat de production de biogaz (CPB) est un titre remis pour accompagner l'injection de biométhane renouvelable dans les réseaux de gaz naturel. En 2025, le dispositif existe uniquement en France.

## Principe
Les fournisseurs de gaz naturel ont l'obligation de transmettre à l'Etat chaque année un nombre de certificats de production de biogaz proportionnel au volume de gaz naturel qu'ils ont commercialisé auprès des consommateurs particuliers et du secteur tertiaire. Le facteur de proportionnalité est fixé par décret quelques années auparavant. Pour les années 2026 à 2028 qui marquent le début du fonctionnement du dispositif, il est publié en juillet 2024. Dans ce cadre, 1 CPB est généré par MWh de biométhane injecté dans le réseau pour les unités en fonctionnement depuis moins de 15 ans, et 0,8 pour les unités plus anciennes et les installations de stockage de déchets non dangereux quelle que soit leur ancienneté. Les unités concernées par le dispositif sont principalement des unités en fin de contrat d'obligation d'achat, notamment en cogénération, et des unités au-dessus du plafond de 25 GWh/an du tarif d'achat.

## Historique
Les certificats de production de biogaz sont créés par la loi Climat et résilience de 2021 en s'inspirant du dispositif des certificats d'économies d'énergie, pour limiter les dépenses publiques associées au tarif d'achat du biométhane injecté tout en encourageant le développement de la méthanisation en France.
Ils font l'objet d'un premier décret en 2022 pour préciser les modalités de création, suivi et utilisation. Après la fixation des volumes imposés pour 2026 à 2028 mi-2024, certains fournisseurs de gaz craignent début 2025 un marché très déséquilibré qui favoriserait les acteurs ayant le plus de parts de marché,.